# Vaughn Street Park
Le Vaughn Street Park est un ancien stade de baseball de la ville de Portland, dans l'État de l'Oregon, aux États-Unis. Inauguré en 1901, il a été le domicile principal des Beavers de Portland, club de baseball professionnel de niveau A et Double-A ayant évolué en Ligue de la côte du Pacifique. Il est détruit en 1956.
Sa capacité, initialement de 3 000 places, a successivement été agrandie à 6 000 en 1905 puis à 12 000 places en 1912.